# Sylvicanthon machadoi
Sylvicanthon machadoi là một loài bọ cánh cứng trong họ Bọ hung (Scarabaeidae).